# こうのゆうか
こうの ゆうか（7月8日 - ）は、日本の女優。血液型はA型。身長160cm。

## 経歴
尚美ミュージックカレッジ専門学校ミュージカル学科を卒業後、舞台やバックダンサーなどの活動を開始。
演劇の他にも『そーしゃ』名義でDJイベント、MC、公式コスプレイヤーなど様々なイベントに出演、主催など国内外問わず活動している。
2019年2月に結成した"リコタ企画"では脚本、演出、2019年に結成した"プロジェクトリコロ"のオリジナル公演では脚本も手掛ける。

## 出演

### 演劇project プロジェクトリコロ（主宰、脚本、一部演出等）
- プロジェクトリコロ第1回公演「TRUMP」（2019年10月3日-7日、新宿スターフィールド） - ウル・デリコ 役
  - プロジェクトリコロ「TRUMP」アフターイベント（2019年12月3日、ハンドレッドスクエア倶楽部）
- プロジェクトリコロ第2回公演「サイキック・エージェンシー」（2020年8月5日-9日、萬劇場）- ブラックローズ黒子 役[1]
- プロジェクトリコロ第2.5回公演 「純情おにぎり物語-ON Stage-」（2021年9月28日-30日、萬劇場）- 西園寺京子 役[2]
- プロジェクトリコロ第3回公演 「スーサイドホテル」（2021年12月8日-12日、萬劇場）- ホラマキソウコ 役[3]
- プロジェクトリコロ第4回公演 「Lilac」-side Witch-（2022年8月3日-7日、萬劇場）- モリス 役[4]
  - プロジェクトリコロ「Lilac」-side Witch-アフターイベント（2022年9月12日、萬劇場）
- プロジェクトリコロ第5回公演 「Lilac」-side Wizard-（2022年10月19日-23日、21日（休演日）トークイベント、萬劇場）
- プロジェクトリコロ イベント（2023年2月11日）
- プロジェクトリコロ第6回公演 「ノラの楽園」（2023年6月7日-11日、萬劇場）- イザドラ 役[5]
- プロジェクトリコロ第7回公演 「Statice」（2023年12月20日-24日、六行会ホール）- シュクルール 役[6]
- プロジェクトリコロ第8回公演 「SUMU」（2025年2月12日-16日　萬劇場）- 勝手くれは[7] 役
- リコロラジオ（YouTube：2024年10月31日-）

### 舞台
- ミュージカル座「カムイレラ」（2012年9月20日-26日、六行会ホール）
- CHANTESPOIR vol.1「動･奏･皆  〜私たちの帰る場所～」（2016年9月17日、二子玉川ライブハウス KIWA）
- 舞台「YASOSHIMA Theater~新しい演劇の世界へようこそ〜」（2017年7月6日-9日、中板橋新生館スタジオ）
- 朗読劇Short Story Girls#10「ガールズ・エンド・アドレッセンス」（2017年11月28日、目黒鹿鳴館） - ユリ 役
- LIPS*S 2018 Spring Musical「旋律テロル」(2018年3月21日-25日、新宿村LIVE) - レイナ 役 ダブルキャスト（guilty）
- 猫ノ手シアター
  - 猫ノ手シアター「二律背反」（2018年4月27日-30日、シアターブラッツ）
  - 猫ノ手シアター「三日天下」（2019年3月21日-24日、武蔵野芸能劇場 小劇場）- 長谷川夏子役
  - 猫ノ手シアター「四面楚歌」（2020年3月19日-22日、武蔵野芸能劇場 小劇場）- 雨宮心役（クロチーム）
  - 猫ノ手シアター「五里霧中」（2022年3月16日-20日、池袋シアターKASSAI）- 宝来蓮役
- 演劇ユニット【爆走おとな小学生】第四回特別授業「こっちにおいで、ジョセフィーヌ」（2018年5月23日-27日、新宿村LIVE） - ダブルキャスト（team Pluie）
- DANDANだんしんぐプレ旗揚げ公演「DANCING ALL NIGHT」（2018年8月23日-24日、Cafe＆Bar 木星劇場）
- SHOWMAN'S「ミュージカル・まいっちんぐマチコ先生〜画業45周年だよマンガ道〜」（2018年11月10日-13日、R'sアートコート） - 石川みかさ 役 ダブルキャスト（A）
- 演劇ユニット【爆走おとな小学生】第八回課外授業「CRIMINAL」（2019年1月4日-6日、新宿村LIVE）
- リコタ企画 (作・演出・出演)
  - リコタ企画vol.1（2019年2月19日、BAR ボンバー・アッシュ）「ライドオンショルダー」 (作・演出・出演)/「ホンネの話」（出演）
  - リコタ企画vol.2（2019年4月16日、BAR ボンバー・アッシュ）「純情おにぎり倶楽部」 (作・演出・出演)/「走馬灯と、かいぶつ。」（出演）
  - リコタ企画vol.3（2019年6月18日、BAR ボンバー・アッシュ）「宇宙メイド喫茶アキバ惑星トゥインクルプリン」 (作・演出・出演)/「case1#とあるカップルの場合」（出演）
  - リコタ企画vol.4（2019年8月6日、BAR ボンバー・アッシュ）「うらめし荘」 (作・演出・出演)/「アイドルのミカタ」（出演）
  - リコタ企画vol.５（2019年10月22日、BAR ボンバー・アッシュ） 「呪いのフランス人形メアリー」 (作・演出・出演)/「今朝、君と入れ替わっていたとしたら」（出演）
  - リコタ企画vol.6（2020年1月14日、21日、BAR ボンバー・アッシュ） 「純情おにぎり倶楽部」/「純情おにぎり物語」 (作・演出・出演)

- となりの芝
  - となりの芝#1「パフェ★サンデー★アラモード」（2019年7月20日-22日、新宿シアターミラクル）- 光 （きらら） 役
  - となりの芝#2 「デスペアーズ」前夜祭（2020年2月21日、劇場HOPE）
  - となりの芝#2 「デスペアーズ」（2020年2月22日-24日、劇場HOPE）- 小林葵 役
- はぶ談義
  - はぶ談義vol.21 20周年公演「にじゅう〜昭和歌謡短編集 其の三〜」 はぶ昭和歌謡ショー（2019年11月15日、テアトルBONBON）-  ゲスト
  - はぶ談義vol.22「それはオススメしないけど」（2023年10月5日-9日、新宿サンモールスタジオ）
- BARベリカ×プロジェクトリコロ
  - 第一弾　朗読劇BAR ベリコ（2019年12月24日、BAR ボンバー・アッシュ）
  - 第二弾　朗読劇BAR ベリコ（2020年12月22日、BAR ボンバー・アッシュ）- MC
  - 第三弾　朗読劇BAR ベリコ（2022年12月27日、BAR ボンバー・アッシュ）
  - 第四弾　朗読劇BAR ベリコ（2024年12月17日、24日、BAR ボンバー・アッシュ）
- 劇団シアターザロケッツ 第十一回舞台公演「サプライズでプロポーズする夜の、花火。」（2020年10月21日-25日、六行会ホール） - 小川 役
- ガチャx2企画
  - ガチャx2企画 コント公演#② 【こんなストーリーってありですか？Part②】（2021年8月6日-8日、赤坂CHANCEシアター） - 「授業参戦日」先生 役、「whose Birthday？」こうの 役
  - ガチャx2企画 第1回本公演「つなげてくれたのは、いつも君だった」（2022年11月30日-12月4日、シアターKASSAI） - 小鳥遊葵 役（Bチーム）
- 東京War:DS
  - 東京War:DS 朗読＋トーク（2021年10月1日-3日、萬劇場） - タマちゃん役（10月2日ゲスト）
  - 東京War:DS-狂震の渋谷編-（2023年4月19日-23日、新宿村live） - タマちゃん役
  - 東京War:DS-白と黒のTRIGGER-（2024年5月15日-19日、六行会ホール）-タマちゃん役
- 蜂巣祭
  - 第14回蜂巣和紀単独コント公演「蜂巣祭〜2023春の陣〜」（2023年3月2日-5日、赤坂CHANCEシアター）
  - 第15回蜂巣和紀単独コント公演「蜂巣祭〜2023秋の陣〜」（2023年11月3日-5日、赤坂CHANCEシアター）
  - 「蜂巣祭新春スペシャルイベント〜2024新春四大祭り〜」（2024年1月13日-14日、赤坂CHANCEシアター）
  - 「快便戦隊うんこマンTHE FINAL〜うんこマンよ永遠に〜」（2024年9月19日-23日、新宿スターフィールド劇場）
- たつや優プロデュースイベント『無人島物語(仮)』（2025年3月30日、赤坂CHANCEシアター[8]）

等

### ダンス・映像作品
- 東京美容外科WebドラマCM
- 寄り道年末スペシャル2016「みよ✖︎saya対抗エンタメ合戦！！」（2016年12月18日、赤坂chanceシアター）
- CHANs! erina.presents｢Banquet｣～ちょっと早めのSummerParty✩～（2017年6月8日、二子玉川 LIVE HOUSE KIWA）
- 乃木坂46 真夏の全国ツアーFINAL バックダンサー(2017年、東京ドーム)
- 中野ブロードウェイ公式プロモーションVTRリポーター
- 着付け師と舞台女優のコラボ（2021年2月20日～2021年2月28日に配信）
- となりの芝SE「イノセンティ」（2021年2月26日 22:00～2021年3月12日 22:00、YouTubeで限定公開）

等

### コスプレ/コンパニオン
- 「ジャンプフェスタ2016」 - ヤングジャンプブース キングダムコスプレイヤー
- 「アニメイトガールズフェスティバル」 - 江崎グリコ 三次元グリ
  - イオン成田店「江崎グリコ、リコグリ生誕祭バースデーイベント」 - 三次元グリ
- 「星野源シングル発売店頭DEY」 - MCコンパニオン
- 「コミックマーケット90」 -  サンリオブース
  - 「SHOW BY ROCK!! THE GRATEFUL ROCK MUSEUM～ぷるぷる♪いっぱい原画見せちゃうにゃん展～」（2016年） - サンリオ、SB69キャラクター
  - 「池袋ハロウィンコスプレフェス2016」（2016年10月29日） - サンリオ、SB69キャラクター
  - 「コミックマーケット91」 -  サンリオブース SB69キャラクター
  - 「SANRIO EXPO」 -  SHOW BY ROCK!!ブース
- 「東京コミコン」（2017年11月、渋谷109前） - サンプリング
- 「ファイアーエムブレムEXPO」（2019年5月4日） - エーデルガルト コスプレイヤー
  - 「コミックマーケット97」 -  ファイアーエムブレム０(サイファ)ブース
- 「ワンダーホビーフェスティバル 2019［夏］」 -  アニメイトカフェブース
- 「コミックマーケット96」 -  オーバーラップブース　ユエ コスプレイヤー

等

### DJ
- 「ジャイアンナイト オレバナvol.2」（2014年9月22日、下北沢 CLUB Que）
- 「Chiny✳Chiny」vol.6（2015年12月5日、池袋エントリー）
  - 「Chiny✳Chiny」vol.7（2016年2月6日、池袋エントリー）
  - 「Chiny✳Chiny」vol.8（2016年4月16日、池袋エントリーライブハウス）
  - 「Chiny✳Chiny」vol.9（2016年6月11日、池袋エントリーライブハウス）
  - 「Chiny✳Chiny」vol.10&二周年記念（2016年9月10日、池袋エントリーライブハウス）
  - 「Chiny✳Chiny」vol.12（2017年3月11日、池袋エントリーライブハウス）
  - 「Chiny＊Chiny Re:」（2017年9月30日）
- 「ROOTS A GO-GO!」（2016年3月27日、池袋バナナボンゴ）
- 「Dream Bitches」（2016年6月11日、渋谷Dimension）
- 「オタク達のバラッドvol.19」（2016年10月23日、music lounge24/7）
- 「東京コミコンPremium Halloween2016 Tokyo Zombie Night With バイオハザード ザ・ファイナル」（2016年10月29日、XEX日本橋）
- 「ガールズDJパーティー『レストラン・クレール』」（2016年12月4日、神田シャンヴェール）
  - 「ガールズDJパーティー『レストラン・クレール』」（2017年4月15日、神田シャンヴェール）
- 「アニクラマニア‼︎」1st（2017年10月13日、町田CRAGE）
  - 「アニクラマニア‼︎」2nd（2018年3月10日、町田CRAGE）
- 「ALTAスーパーハロウィーン2017　～バト田もやっちゃうよ!!～ 」（2017年10月28日、新宿ALTA）
- 「ETP Presents Extraordinary Tea Party vol.16」（2017年12月29日、池袋cyber）
- 「MANGAMORE2018 in スペイン」
  - 「MANGAMORE2019 in スペイン」
- 「ぱなあにっ！」Vol.8（2019年3月17日、池袋バナナボンゴ）
  - 「ぱなあにっ！」Vol.9（2019年6月22日、池袋バナナボンゴ）
- 「POCAHONTAS ORENO WIFE」（2019年6月8日、BAR BUMP）
- 「BBch.#2」（2019年8月14日）
  - 「BBch.#5」（2019年11月28日、Anime Rock ＆ DJ Bar Geek's Cafe）
- 「第一回酒脳会戯」（2019年12月14日、DECABARZ）
- 「オーバードーズナード-sheet2-」（2022年10月29日、南池袋 ライブアイドルカフェ）
  - 「オーバードーズナード」（2024年7月20日、エントリー池袋店 ）
- 「BERIPA！」（2024年9月1日、エントリー池袋店 ）

など多数

### イベント
- おしゃべり会/ベリカ- 不定期BARイベント
- METUCA（所属チーム） - 各イベント、企画参加
- アイドル人狼フェス（2017年6月19日）
- 北澤早紀24th バースデーイベント （2021年6月27日　2部）

等